# Table des caractères Unicode/U2500
Cette page contient des caractères spéciaux ou non latins. S’ils s’affichent mal (▯, ?, etc.), consultez la page d’aide Unicode.
Table des caractères Unicode U+2500 à U+257F.

## Filets
Jeu de symboles géométriques sous forme de filets (fins, épais ou doubles  continus, discontinus ou pointillés  horizontaux, verticaux, diagonaux ou en coins arrondis) centrés dans des caractères de taille constante et jointifs entre eux, utilisables pour le tracé de boîtes rectangulaires.

### Table des caractères
| en fr  | 0 | 1 | 2 | 3 | 4 | 5 | 6 | 7 | 8 | 9 | A | B | C | D | E | F |
| ------ | - | - | - | - | - | - | - | - | - | - | - | - | - | - | - | - |
| U+2500 | ─ | ━ | │ | ┃ | ┄ | ┅ | ┆ | ┇ | ┈ | ┉ | ┊ | ┋ | ┌ | ┍ | ┎ | ┏ |
| U+2510 | ┐ | ┑ | ┒ | ┓ | └ | ┕ | ┖ | ┗ | ┘ | ┙ | ┚ | ┛ | ├ | ┝ | ┞ | ┟ |
| U+2520 | ┠ | ┡ | ┢ | ┣ | ┤ | ┥ | ┦ | ┧ | ┨ | ┩ | ┪ | ┫ | ┬ | ┭ | ┮ | ┯ |
| U+2530 | ┰ | ┱ | ┲ | ┳ | ┴ | ┵ | ┶ | ┷ | ┸ | ┹ | ┺ | ┻ | ┼ | ┽ | ┾ | ┿ |
| U+2540 | ╀ | ╁ | ╂ | ╃ | ╄ | ╅ | ╆ | ╇ | ╈ | ╉ | ╊ | ╋ | ╌ | ╍ | ╎ | ╏ |
| U+2550 | ═ | ║ | ╒ | ╓ | ╔ | ╕ | ╖ | ╗ | ╘ | ╙ | ╚ | ╛ | ╜ | ╝ | ╞ | ╟ |
| U+2560 | ╠ | ╡ | ╢ | ╣ | ╤ | ╥ | ╦ | ╧ | ╨ | ╩ | ╪ | ╫ | ╬ | ╭ | ╮ | ╯ |
| U+2570 | ╰ | ╱ | ╲ | ╳ | ╴ | ╵ | ╶ | ╷ | ╸ | ╹ | ╺ | ╻ | ╼ | ╽ | ╾ | ╿ |